# Grande Prêmio do Cinema Brasileiro de Melhor Atriz Coadjuvante
Grande Prêmio do Cinema Brasileiro de Melhor Atriz Coadjuvante ou Grande Otelo de Melhor Atriz Coadjuvante é um dos prêmios oferecidos pela Academia Brasileira de Cinema (ABCAA), entregue em honra às atrizes que trabalham na indústria cinematográfica e são consideradas as melhores em papéis coadjuvantes de cada ano. As indicações são feitas pelos atores e atrizes membros da Academia. O prêmio é organizado e votado pelos próprios profissionais que compõem a Academia.
Os anos das premiações correspondem ao ano da realização da cerimônia, ao qual concorrem as obras lançadas ao ano anterior. Em 2007 não houve premiação, os candidatos deste ano concorram junto aos candidatos do ano posterior na cerimônia de 2008.
Na fase de indicação, as cinco obras de cada categoria que passarão para a etapa seguinte são escolhidas pelos membros do Conselho Acadêmico da Academia, por meio dede uma cédula de votação eletrônica com a lista completa de todos os concorrentes. Terminado o processo de apuração do primeiro turno, uma nova relação com os cinco escolhidos em cada categoria é enviada ao Conselho Acadêmico, que escolhe, então, os vencedores. Nas duas etapas, a votação é secreta e a abertura das cédulas é realizada pela Price. Em razão de empates na fase de indicação, a categoria apresentou excepcionalmente mais que cinco candidatas nas edições de 2006, 2011 e 2017. Foram, respectivamente, oito, seis e seis indicadas.

## Vencedoras e indicadas

### 2002-2009
| Ano     | Vencedora e indicadas           | Personagem              | Filme                                   |
| ------- | ------------------------------- | ----------------------- | --------------------------------------- |
| 2002    | Laura Cardoso                   | Salma                   | Copacabana                              |
| 2002    | Cássia Kis Magro                | Meire                   | Bicho de Sete Cabeças                   |
| 2002    | Cláudia Abreu                   | Baronesa Maria Luiza    | O Xangô de Baker Street                 |
| 2002    | Irene Ravache                   | Mãe                     | Amores Possíveis                        |
| 2002    | Simone Spoladore                | Ana                     | Lavoura Arcaica                         |
| 2003    | Mariana Ximenes                 | Marina                  | O Invasor                               |
| 2003    | Alice Braga                     | Angélica                | Cidade de Deus                          |
| 2003    | Graziella Moretto               | Marina Cintra           | Cidade de Deus                          |
| 2003    | Malu Mader                      | Cláudia / Fernanda      | O Invasor                               |
| 2003    | Renata Sorrah                   | Vitória dos Anjos       | Madame Satã                             |
| 2004    | Luana Piovani                   | Marinês                 | O Homem que Copiava                     |
| 2004    | Beatriz Segall                  | Dona Brites             | Desmundo                                |
| 2004    | Leona Cavalli                   | Dina                    | Carandiru                               |
| 2004    | Natália Lage                    | Érica                   | O Homem do Ano                          |
| 2004    | Virginia Cavendish              | Inaura                  | Lisbela e o Prisioneiro                 |
| 2005    | Laura Cardoso                   | Patolina                | O Outro Lado da Rua                     |
| 2005    | Andréa Beltrão                  | Malu                    | Cazuza – O Tempo não Para               |
| 2005    | Dira Paes                       | Joana                   | Noite de São João                       |
| 2005    | Eliane Giardini                 | Eugenie Gutmann Benário | Olga (filme)                            |
| 2005    | Leandra Leal                    | Bebel Gilberto          | Cazuza – O Tempo não Para               |
| 2006    | Paloma Duarte                   | Zilú                    | 2 Filhos de Francisco                   |
| 2006    | Andréa Beltrão                  | Dona Bébé               | O Coronel e o Lobisomem                 |
| 2006    | Camila Pitanga                  | Choquita                | Bendito Fruto                           |
| 2006    | Dira Paes                       | Júlia                   | Mulheres do Brasil                      |
| 2006    | Júlia Lemmertz                  | Laura                   | Jogo Subterrâneo                        |
| 2006    | Lúcia Alves                     | Telma                   | Bendito Fruto                           |
| 2006    | Mariana Lima                    | Vera                    | Árido Movie                             |
| 2006    | Interpretação feminina coletiva | –                       | Doutores da Alegria                     |
| 2007/08 | Sílvia Lourenço                 | -                       | O Cheiro do Ralo                        |
| 2007/08 | Alice Braga                     | –                       | O Cheiro do Ralo                        |
| 2007/08 | Hermila Guedes                  | Dora                    | Baixio das Bestas                       |
| 2007/08 | Marcélia Cartaxo                | Ceiça                   | Baixio das Bestas                       |
| 2007/08 | Simone Spoladore                | Bia                     | O Ano em que Meus Pais Saíram de Férias |
| 2009    | Júlia Lemmertz                  | Mãe                     | Meu Nome Não É Johnny                   |
| 2009    | Alice Braga                     | –                       | Ensaio sobre a Cegueira                 |
| 2009    | Andréa Beltrão                  | Fernanda                | Romance (2008)                          |
| 2009    | Clarisse Abujamra               | Rita                    | Chega de Saudade                        |
| 2009    | Zezé Motta                      | –                       | Deserto Feliz                           |

### Década de 2010
| Ano  | Vencedora e indicadas | Personagem                                 | Filme                                       |
| ---- | --------------------- | ------------------------------------------ | ------------------------------------------- |
| 2010 | Denise Weinberg       | Ruiva                                      | Salve Geral                                 |
| 2010 | Dira Paes             | Diana                                      | A Festa da Menina Morta                     |
| 2010 | Drica Moraes          | Silvinha                                   | Os Normais 2 - A Noite mais Maluca de Todas |
| 2010 | Fernanda Torres       | Lúcia                                      | A Mulher Invisível                          |
| 2010 | Leandra Leal          | Georgina                                   | Se Nada mais Der certo                      |
| 2011 | Cássia Kis Magro      | Iara                                       | Chico Xavier                                |
| 2011 | Denise Fraga          | Camila                                     | As Melhores Coisas do Mundo                 |
| 2011 | Elke Maravilha        | Avó                                        | A Suprema Felicidade                        |
| 2011 | Leandra Leal          | Liuba                                      | Insolação                                   |
| 2011 | Roberta Rodrigues     | Renata                                     | 5x Favela - Agora por Nós Mesmos            |
| 2011 | Tainá Müller          | Clara                                      | Tropa de Elite 2: o Inimigo agora É Outro   |
| 2012 | Drica Moraes          | Larissa                                    | Bruna Surfistinha                           |
| 2012 | Cássia Kis Magro      | Dona Sônia                                 | Bróder                                      |
| 2012 | Dira Paes             | Leonora                                    | Estamos Juntos                              |
| 2012 | Fabiana Karla         | Tonha                                      | O Palhaço                                   |
| 2012 | Fabiula Nascimento    | Janine                                     | Bruna Surfistinha                           |
| 2013 | Ângela Leal           | Larissa                                    | Febre do Rato                               |
| 2013 | Leandra Leal          | Silvia                                     | Boca                                        |
| 2013 | Andréa Beltrão        | Laura II                                   | Os Penetras                                 |
| 2013 | Dira Paes             | Conceição                                  | Sudoeste                                    |
| 2013 | Zezé Motta            | Priscila                                   | Gonzaga: de Pai pra Filho                   |
| 2014 | Bianca Comparato      | Carmem Teresa                              | Somos tão Jovens                            |
| 2014 | Alexandra Richter     | Iesa Amaral Leite                          | Minha Mãe É Uma Peça: O Filme               |
| 2014 | Ana Marlene           | Mãe                                        | Cine Holliúdy                               |
| 2014 | Ângela Leal           | Dona Berta                                 | Bonitinha, mas Ordinária                    |
| 2014 | Sandra Corveloni      | Carminha                                   | Somos Tão Jovens                            |
| 2015 | Thalita Carauta       | Betty                                      | O Lobo Atrás da Porta                       |
| 2015 | Alice Braga           | Júlia                                      | Os Amigos                                   |
| 2015 | Fabiula Nascimento    | Lygia Souza                                | Não Pare na Pista                           |
| 2015 | Glória Pires          | D. Dulce Maria de Souza Brito Lopes Pontes | Irmã Dulce                                  |
| 2015 | Zezé Polessa          | Dulcinha 2                                 | Irmã Dulce                                  |
| 2016 | Camila Márdila        | Jéssica                                    | Que Horas Ela Volta?                        |
| 2016 | Fabiula Nascimento    | Rosa                                       | Operações Especiais                         |
| 2016 | Georgiana Góes        | –                                          | Casa Grande                                 |
| 2016 | Karine Teles          | Bárbara                                    | Que Horas Ela Volta?                        |
| 2016 | Leandra Leal          | Lola                                       | Chatô - O Rei do Brasil                     |
| 2017 | Laura Cardoso         | Yolanda                                    | De Onde Eu Te Vejo                          |
| 2017 | Alice Braga           | Sandra                                     | Entre Idas e Vindas                         |
| 2017 | Andréa Beltrão        | Ana Lucia                                  | Sob Pressão                                 |
| 2017 | Maeve Jinkings        | Ana Paula                                  | Aquarius                                    |
| 2017 | Maeve Jinkings        | Galega                                     | Boi Neon                                    |
| 2017 | Sophie Charlotte      | Gilda                                      | BR716                                       |
| 2018 | Sandra Corveloni      | Graça                                      | A Glória e a Graça                          |
| 2018 | Ana Lúcia Torre       | Marta Mendes                               | Bingo: O Rei das Manhãs                     |
| 2018 | Camilla Amado         | Bibica                                     | Redemoinho                                  |
| 2018 | Clarisse Abujamra     | Clarice                                    | Como os Nossos Pais                         |
| 2018 | Letícia Colin         | Lindalva                                   | Entre Irmãs                                 |
| 2019 | Adriana Esteves       | Sônia                                      | Benzinho                                    |
| 2019 | Fernanda Montenegro   | Matilde                                    | O Beijo no Asfalto                          |
| 2019 | Gilda Nomacce         | Gilda                                      | As boas maneiras                            |
| 2019 | Laura Cardoso         | Pocaru                                     | Encantados                                  |
| 2019 | Marjorie Estiano      | Milene                                     | Paraíso Perdido                             |
| 2019 | Sandra Corveloni      | Angelina                                   | 10 segundos para vencer                     |

### Década de 2020
| Ano  | Vencedora e indicadas | Personagem                      | Filme                              |
| ---- | --------------------- | ------------------------------- | ---------------------------------- |
| 2020 | Fernanda Montenegro   | Eurídice                        | A Vida Invisível                   |
| 2020 | Alli Willow           | Kate                            | Bacurau                            |
| 2020 | Bárbara Santos        | Filomena                        | A Vida Invisível                   |
| 2020 | Karine Teles          | Forasteira                      | Bacurau                            |
| 2020 | Sônia Braga           | Domingas                        | Bacurau                            |
| 2021 | Hermila Guedes        | Cosma / Damiana                 | Fim de Festa                       |
| 2021 | Berta Loran           | Sarita                          | Jovens Polacas                     |
| 2021 | Denise Fraga          | Berenice                        | Música Para Morrer de Amor         |
| 2021 | Gisele Fróes          | Marta Lira                      | Três Verões                        |
| 2021 | Soia Lira             | Maria                           | Pacarrete                          |
| 2021 | Zezé Motta            | Iza                             | M8 - Quando a Morte Socorre a Vida |
| 2021 | Zezita de Matos       | Chiquinha                       | Pacarrete                          |
| 2022 | Zezé Motta            | Francisca                       | Doutor Gama                        |
| 2022 | Bárbara Paz           | Bárbara                         | Por que Você Não Chora?            |
| 2022 | Bella Camero          | Bella                           | Marighella                         |
| 2022 | Carol Castro          | Madalena                        | Veneza                             |
| 2022 | Cláudia Abreu         | Bia Torres Vasconcelos Carvalho | O Silêncio da Chuva                |
| 2023 | Adriana Esteves       | Isabel Garcez                   | Medida Provisória                  |
| 2023 | Camila Márdila        | Luciana                         | Carvão                             |
| 2023 | Camilla Damião        | Eunice                          | Marte Um                           |
| 2023 | Drica Moraes          | Amara                           | As Verdades                        |
| 2023 | Helena Ignez          | Dulce                           | A Mãe                              |
| 2024 | Arlete Salles         | Vanda                           | Tia Virgínia                       |
| 2024 | Alice Carvalho        | Lili                            | Ângela                             |
| 2024 | Aline Marta Maia      | Telma                           | Pedágio                            |
| 2024 | Cacau Protásio        | Malvina                         | Mussum, o Filmis                   |
| 2024 | Grace Passô           | Sol                             | Levante                            |

## Múltiplas vitórias e indicações, índices e categorias

### Mais vitórias
| Indicações | Atriz         | Filme               | Ano  |
| ---------- | ------------- | ------------------- | ---- |
| 3          | Laura Cardoso | Copacabana          | 2002 |
| 3          | Laura Cardoso | O Outro Lado da Rua | 2005 |
| 3          | Laura Cardoso | De Onde Eu Te Vejo  | 2017 |

### Mais indicações
(filmes em negrito indicam que a atriz venceu a categoria)
| Indicações | Atriz               | Filme                                      | Ano  |
| ---------- | ------------------- | ------------------------------------------ | ---- |
| 5          | Alice Braga         | Cidade de Deus                             | 2003 |
| 5          | Alice Braga         | O Cheiro do Rato                           | 2007 |
| 5          | Alice Braga         | Ensaio sobre a Cegueira                    | 2009 |
| 5          | Alice Braga         | Os Amigos                                  | 2015 |
| 5          | Alice Braga         | Entre Idas e Vindas                        | 2017 |
| 5          | Andréa Beltrão      | Cazuza - O Tempo Não Para                  | 2005 |
| 5          | Andréa Beltrão      | O Coronel e o Lobisomem                    | 2006 |
| 5          | Andréa Beltrão      | Romance                                    | 2009 |
| 5          | Andréa Beltrão      | Os Penetras                                | 2013 |
| 5          | Andréa Beltrão      | Sob Pressão                                | 2017 |
| 5          | Dira Paes           | Noite de São João                          | 2005 |
| 5          | Dira Paes           | Mulheres do Brasil                         | 2006 |
| 5          | Dira Paes           | A Festa da Menina Morta                    | 2010 |
| 5          | Dira Paes           | Estamos Juntos                             | 2012 |
| 5          | Dira Paes           | Sudoeste                                   | 2013 |
| 5          | Leandra Leal        | Cazuza - O Tempo Não Para                  | 2005 |
| 5          | Leandra Leal        | Se Nada mais Der Certo                     | 2010 |
| 5          | Leandra Leal        | Insolação                                  | 2011 |
| 5          | Leandra Leal        | Boca                                       | 2013 |
| 5          | Leandra Leal        | Chatô - O Rei do Brasil                    | 2016 |
| 4          | Laura Cardoso       | Copacabana                                 | 2002 |
| 4          | Laura Cardoso       | O Outro Lado da Rua                        | 2005 |
| 4          | Laura Cardoso       | De Onde Eu Te Vejo                         | 2017 |
| 4          | Laura Cardoso       | Encantados                                 | 2019 |
| 4          | Zezé Motta          | Deserto Feliz                              | 2009 |
| 4          | Zezé Motta          | Gonzaga: De Pai pra Filho                  | 2013 |
| 4          | Zezé Motta          | M8 - Quando a Morte Socorre a Vida         | 2019 |
| 4          | Zezé Motta          | Doutor Gama                                | 2022 |
| 3          | Cássia Kis          | Bicho de Sete Cabeças                      | 2002 |
| 3          | Cássia Kis          | Chico Xavier                               | 2011 |
| 3          | Cássia Kis          | Bróder                                     | 2012 |
| 3          | Drica Moraes        | Os Normais 2: A Noite Mais Maluca de Todas | 2010 |
| 3          | Drica Moraes        | Bruna Surfistinha                          | 2012 |
| 3          | Drica Moraes        | As Verdades                                | 2023 |
| 3          | Fabíula Nascimento  | Bruna Surfistinha                          | 2012 |
| 3          | Fabíula Nascimento  | Não Pare na Pista                          | 2016 |
| 3          | Fabíula Nascimento  | Operações Especiais                        | 2017 |
| 3          | Sandra Corveloni    | Somos Tão Jovens                           | 2014 |
| 3          | Sandra Corveloni    | A Glória e a Graça                         | 2018 |
| 3          | Sandra Corveloni    | 10 Segundos para Vencer                    | 2019 |
| 2          | Adriana Esteves     | Benzinho                                   | 2019 |
| 2          | Adriana Esteves     | Medida Provisória                          | 2023 |
| 2          | Ângela Leal         | Febre do Rato                              | 2013 |
| 2          | Ângela Leal         | Bonitinha, mas Ordinária                   | 2014 |
| 2          | Camila Márdila      | Que Horas Ela Volta?                       | 2016 |
| 2          | Camila Márdila      | Carvão                                     | 2023 |
| 2          | Clarissa Abujamra   | Chega de Saudade                           | 2009 |
| 2          | Clarissa Abujamra   | Como Nossos Pais                           | 2018 |
| 2          | Cláudia Abreu       | O Xangô de Baker Street                    | 2003 |
| 2          | Cláudia Abreu       | O Silêncio da Chuva                        | 2022 |
| 2          | Fernanda Montenegro | O Beijo no Asfalto                         | 2019 |
| 2          | Fernanda Montenegro | A Vida Invisível                           | 2020 |
| 2          | Hermila Guedes      | Baixio das Bestas                          | 2007 |
| 2          | Hermila Guedes      | Fim de Festa                               | 2021 |
| 2          | Karine Teles        | Que Horas Ela Volta?                       | 2016 |
| 2          | Karine Teles        | Bacurau                                    | 2020 |
| 2          | Maeve Jinkings      | Aquarius                                   | 2017 |
| 2          | Maeve Jinkings      | Boi Neon                                   | 2017 |
| 2          | Simone Spoladore    | Lavoura Arcaica                            | 2002 |
| 2          | Simone Spoladore    | O Ano Em que Meus Pais Saíram de Férias    | 2007 |

| Sub-categoria                                     | Melhor Atriz Coadjuvante | Melhor Atriz Coadjuvante |
| ------------------------------------------------- | --- | ------------------------ |
| Atrizes com mais indicações sem nunca ter ganhado | Alice Braga (5), Andréa Beltrão (5), Dira Paes (5), Leandra Leal (5), Fabíula Nascimento (3), Clarissa Abujamra (2), Cláudia Abreu (2), Karine Teles (2), Maeve Jinkings (2) e Simone Spoladore (2) |                          |
| Atriz que recebeu o prêmio em um período curto    | Laura Cardoso por Copacabana (2002) e O Outro Lado da Rua (2005), 3 anos de diferença |                          |
| Atriz que recebeu o prêmio em um período longo    | Laura Cardoso por O Outro Lado da Rua (2005) e De Onde Eu Te Vejo (2017), 12 anos de diferença |                          |
| Atriz mais jovem a ganhar                         | Mariana Ximenes aos 22 anos por O Invasor (2003) |                          |
| Atriz mais jovem a ser indicada                   | Alice Braga aos 20 anos por Cidade de Deus (2003) |                          |
| Atriz mais velha a ganhar                         | Fernanda Montenegro aos 91 anos por A Vida Invisível (2020) |                          |
| Atriz mais velha a ser indicada                   | Fernanda Montenegro aos 91 anos por A Vida Invisível (2020) |                          |